# Noa (keresztnév)
Brassó városrészét lásd itt: Noa (Brassó).
A Noa bibliai női név, jelentése valószínűleg mozgás, mozgékony.

## Gyakorisága
Az 1990-es években szórványos név, a 2000-es években nem szerepel a 100 leggyakoribb női név között.

## Névnapok
ajánlott névnap
- április 22.[2]